# Sistema multiprocessore simmetrico

SMP - symmetric multiprocessor system diagram

Un sistema multiprocessore simmetrico (symmetric multiprocessor system - SMP) è un sistema multiprocessore con una memoria centralizzata condivisa chiamata memoria principale, in inglese main memory (MM), operante sotto un unico sistema operativo con due o più processori omogenei.
Più precisamente un SMP è un tightly coupled multiprocessor con un pool di processori omogenei che operano in modo indipendente, eseguendo ciascun processore differenti programmi e operando su dati diversi, con la capacità di dividere risorse comuni (memoria, periferiche di I/O (input/output), sistema di interruzione, ecc.), e connessi tra loro usando un bus di sistema (system bus) o un Crossbar (interconnessioni incrociate) 
Normalmente ciascun processore è associato ad una memoria privata molto veloce conosciuta col nome di Memoria cache o Cache memory, per velocizzare gli accessi ai dati di MM e per ridurre il traffico sul bus di sistema.

## Terminologia
Qualche volta il termine in inglese di "symmetric multiprocessor" è confuso col termine "symmetric multiprocessing". Mentre il "multiprocessing" (multi-elaborazione) è un tipo di elaborazione in cui uno o più processori lavorano insieme per eseguire più di un programma simultaneamente, il termine "multiprocessor" (mutiprocessore) si riferisce all'architettura hardware che permette il multiprocessing, cioè la multi-elaborazione o multiprogrammazione.
Il termine "multiprocessore" è l'opposto del termine "monoprocessore" o "uniprocessore".
Il termine "symmetric multiprocessor" è usato nella maggior parte degli articoli tecnici.